# Íslensk kjötsúpa
Íslensk kjötsúpa é uma sopa de carne da Islândia (essa é a tradução do nome); há sopas de outros países que são muito parecidas com esta, mas esta é considerada pelos islandeses como “a sua sopa”. 
Corta-se em pedaços uma pá de carneiro e coze-se em água com cebola em quartos; vai-se tirando a espuma e, quando esta deixar de aparecer, juntam-se os vegetais secos (feijão, grão-de-bico ou lentilhas, segundo o gosto), ervas aromáticas (na Escandinávia, o “tempero” de excelência é o endro, mas outras ervas foram adicionadas à cultura), sal e pimenta. Quando os feijões estiverem cozidos, juntam-se as hortaliças cortadas em “juliana” (rutabaga, ou nabo amarelo, batata e cenoura) e deixam-se cozer em fogo brando; podem usar-se outras hortaliças, incluindo repolho, ou outro tipo de folhas de couve, ou ainda arroz ou aveia para engrossar. 